# Emiratos Árabes Unidos en los Juegos Paralímpicos de Pekín 2008
Los Emiratos Árabes Unidos estuvieron representados en los Juegos Paralímpicos de Pekín 2008 por siete deportistas, seis hombres y una mujer.

## Medallistas
El equipo paralímpico emiratí obtuvo las siguientes medallas:
| Nombre              | Deporte                   | Evento           |
| ------------------- | ------------------------- | ---------------- |
| Oro                 |                           |                  |
| —                   |                           |                  |
| Plata               |                           |                  |
| Mohamed Jamis Jalaf | Levantamiento de potencia | –90 kg masculino |
| Bronce              |                           |                  |
| —                   |                           |                  |